# Sergei Jurjewitsch Sirant

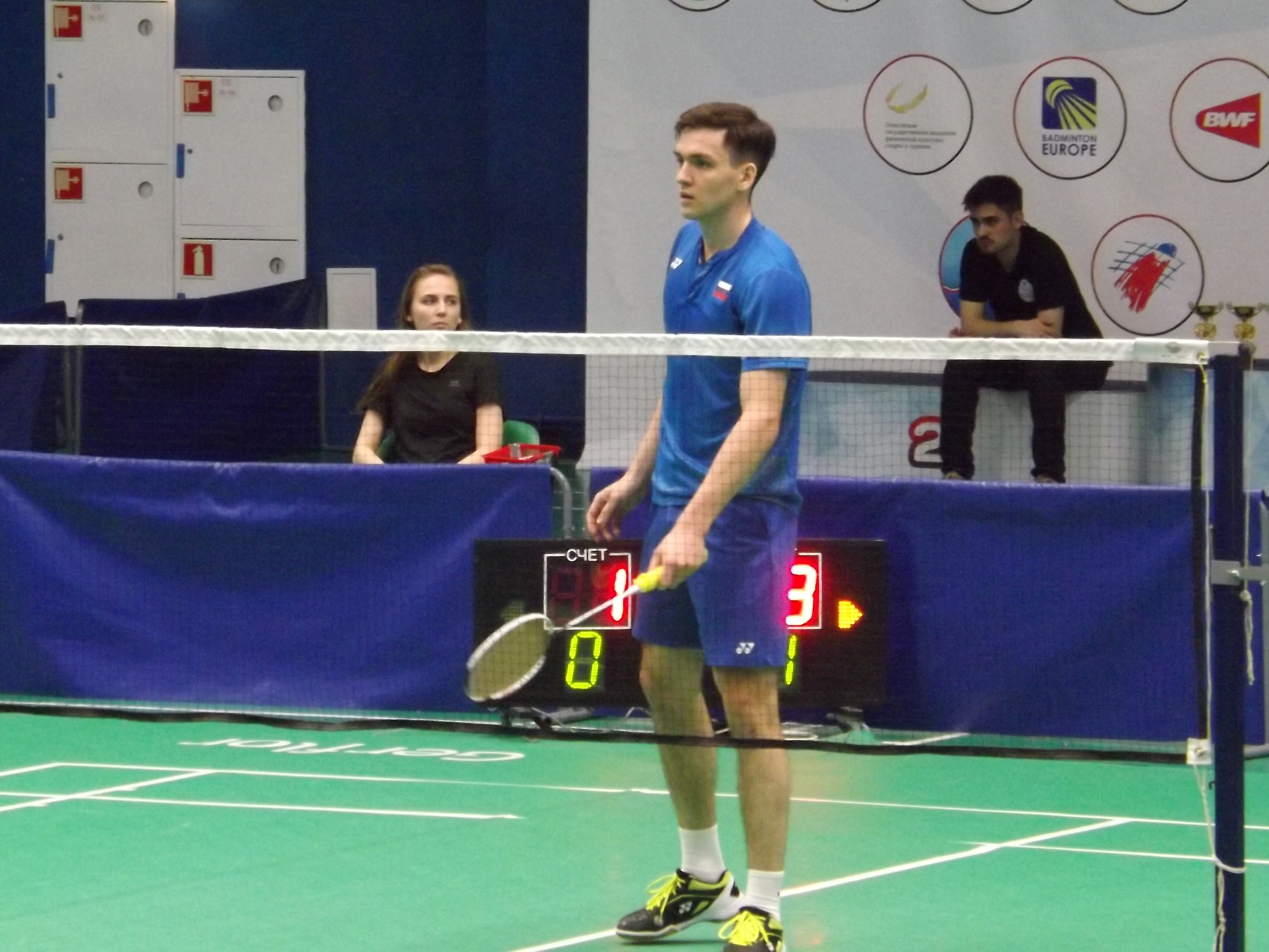
Sergei Sirant 2019

Sergei Jurjewitsch Sirant (russisch Сергей Юрьевич Сирант, wiss. Transliteration Sergej Jur'evič Sirant; * 12. April 1994 in Wladiwostok) ist ein russischer Badmintonspieler.

## Karriere
Sirant begann mit sieben Jahren Badminton zu spielen. 2009 gab er bei den Russian Open sein internationales Debüt. Im Mannschaftswettbewerb der Junioreneuropameisterschaften war er 2011 Teil der russischen Mannschaft, die Vizemeister wurde. Bei den Lithuanian International erreichte Sirant 2014 im Herrendoppel an der Seite von Stanislaw Puchow das Endspiel, das sie aufgrund einer Verletzung seines Spielpartners kampflos aufgeben mussten. Seinen ersten Turniersieg bei einem internationalen Wettkampf feierte er im folgenden Jahr, als er sich bei den Latvia International durchsetzen konnte. Außerdem stand Sirant erstmals bei den nationalen Titelkämpfen auf dem Podium. 2016 zog er im Herreneinzel ins Finale der Lithuanian International und der U.S. International Challenge ein und wurde bei der Russischen Meisterschaft erneut Dritter. Im nächsten Jahr triumphierte Sirant mit seinem Sieg bei den Russian Open zum ersten Mal bei einem Turnier des BWF Grand Prix. Des Weiteren gewann er auch die nationale Meisterschaft im Herreneinzel. Mit der russischen Nationalmannschaft wurde Sirant im gleichen Jahr in Lubin Vize-Europameister. 2018 erreichte er bei den Brazil International das Endspiel, das er gegen den Brasilianer Ygor Coelho verlor, und verteidigte bei der Russischen Meisterschaft seinen Titel. Im nächsten Jahr zog er bei den Kazakhstan International ein weiteres Mal in ein Finale bei einem internationalen Wettkampf ein und wurde bei der nationalen Meisterschaft ebenfalls Zweiter. Mit der russischen Mannschaft erspielte Sirant bei den Europameisterschaften in Kopenhagen die Bronzemedaille. 2020 scheiterte im Endspiel der Russischen Meisterschaft erneut an Wladimir Malkow und wurde mit der russischen Herrenteam Dritter bei den Mannschaftseuropameisterschaften. Im folgenden Jahr wurde Sirant ein weiteres Mal Zweiter bei den nationalen Titelkämpfen und qualifizierte sich im Einzel für die Olympischen Sommerspiele in Tokio, bei denen er mit einem Sieg und einer Niederlage in der Gruppenphase ausschied.

## Sportliche Erfolge
| Jahr | Veranstaltung                     | Platz | Disziplin    |
| ---- | --------------------------------- | ----- | ------------ |
| 2011 | Ramenskoe Juniors 2011            | 1.    | Herreneinzel |
| 2011 | Junioreneuropameisterschaft 2011  | 2.    | Mannschaft   |
| 2014 | Lithuanian International 2014     | 2.    | Herrendoppel |
| 2015 | Riga International 2015           | 1.    | Herreneinzel |
| 2016 | Lithuanian International 2016     | 2.    | Herreneinzel |
| 2016 | U.S. International Challenge 2016 | 2.    | Herreneinzel |
| 2017 | Russia Open 2017                  | 1.    | Herreneinzel |
| 2017 | Europameisterschaft 2017          | 2.    | Mannschaft   |
| 2018 | Brazil International 2018         | 2.    | Herreneinzel |
| 2019 | Kazakhstan International 2019     | 2.    | Herreneinzel |
| 2019 | Europameisterschaft 2019          | 3.    | Mannschaft   |
| 2020 | Europameisterschaft 2020          | 3.    | Mannschaft   |

| Jahr | Veranstaltung                | Platz | Disziplin    |
| ---- | ---------------------------- | ----- | ------------ |
| 2015 | Russische Meisterschaft 2015 | 3.    | Herreneinzel |
| 2016 | Russische Meisterschaft 2016 | 3.    | Herreneinzel |
| 2017 | Russische Meisterschaft 2017 | 1.    | Herreneinzel |
| 2018 | Russische Meisterschaft 2018 | 1.    | Herreneinzel |
| 2019 | Russische Meisterschaft 2019 | 2.    | Herreneinzel |
| 2020 | Russische Meisterschaft 2020 | 2.    | Herreneinzel |
| 2021 | Russische Meisterschaft 2021 | 2.    | Herreneinzel |